# Hubert Meyer
Hubert Meyer (Berlino, 5 dicembre 1913 – Leverkusen, 16 novembre 2012) è stato un militare tedesco delle Waffen-SS durante la seconda guerra mondiale.

## Biografia
Entrato nelle SS-VT il 15 luglio 1933, venne assegnato alla 12. Compagnia del Reggimento Deutschland il 4 agosto 1934. Nel 1936 venne selezionato ed ammesso alla Junkerschule di Bad Tölz. Diplomatosi con la classe del 1936/37, dopo un altro breve corso per i comandanti di plotone venne promosso il 20 aprile 1937 al grado di SS-Untersturmführer.
Il 1º maggio 1937 ottenne il comando di un plotone della 10. Compagnia della Leibstandarte SS Adolf Hitler. Nel novembre del 1938, promosso SS-Obersturmführer, guidò il suo plotone nella Campagna di Polonia, ricevendo la Croce di Ferro di seconda classe l'8 novembre 1939. Nominato aiutante del comandante del 3. Battaglione della Leibstandarte, dimostrò notevole coraggio ed attitudine al comando durante la Campagna di Francia e nei Paesi Bassi.
In novembre venne promosso SS-Hauptsturmführer, e, ottenuto il comando della 12. Compagnia, partecipò all'invasione di Jugoslavia e Grecia, venendo decorato con la Croce di Ferro di prima classe il 7 luglio 1941.
Sempre al comando della 12. Compagnia, Hubert Meyer, si distinse, come tutta la Leibstandarte nell'avanzata verso Kiev durante le prime fasi dell'Operazione Barbarossa. Il mese seguente, il 4 agosto, mentre partecipava alla distruzione della sacca di Uman', la 12. Compagnia, si ritrovò sotto il fuoco sovietico nei pressi di un campo di girasoli, e Meyer, sempre in testa e fianco a fianco ai suoi uomini rimase gravemente ferito. Nei tre mesi successivi Meyer venne trasferito in ospedale per ristabilirsi, ma già il 20 novembre era tornato al proprio comando.
Nel terribile inverno del 1941 Meyer partecipò a un addestramento intensivo presso il reggimento di artiglieria della LAH, corso che seguì sia quando la divisione venne trasferita in Francia, nell'estate del 1942, sia quando fece ritorno sul Fronte orientale nel febbraio 1943. Il 9 marzo, mentre partecipava alla battaglia di Char'kov, rimase ferito da una scheggia di granata; il 20 aprile successivo venne promosso SS-Sturmbannführer.
Dal 15 giugno al 30 settembre Meyer frequentò un corso per aspiranti comandanti di divisione presso l'Accademia militare dell'esercito; dopo essersi diplomato venne trasferito nello Stato maggiore della nuova 12. SS-Panzer-Division Hitlerjugend. Quando il comandante Kurt Meyer venne catturato il 6 settembre da partigiani belgi, Hubert Meyer assunse temporaneamente il comando della divisione, fino a che, il 24 ottobre 1944 venne sostituito da Fritz Kraemer. Promosso al grado di SS-Obersturmbannführer il 9 novembre 1944, Meyer ritornò allo Stato maggiore divisionale, e vi rimase sino all'8 maggio 1945, giorno della resa di tutte le forze tedesche. Trasferito in un campo per prigionieri di guerra, vi rimase fino all'8 aprile 1948.

## Nel dopoguerra
Negli anni cinquanta fu attivo nello HIAG, un'associazione negazionista fondata in Germania Ovest nel 1951 da ex membri delle Waffen-SS. Meyer è stato l'ultimo presidente dell'HIAG prima che l'organizzazione venisse sciolta nel 1992.
All'epoca della sua morte, avvenuta il 16 novembre 2012, Hubert Meyer era l'ultimo comandante di divisione delle Waffen-SS e l'ufficiale di più alto grado delle Waffen-SS ancora vivo.